# Acetolakton
Acetolakton, též α-acetolakton, je organická sloučenina se vzorcem C2H2O2. Jedná se o nejjednodušší lakton, ale lze jej považovat i za epoxid ethenonu. Sloučenina byla objevena v roce 1997 jako přechodný produkt některých experimentů v hmotnostní spektrometrii.
Přestože nebyl acetolakton izolován jako čistá sloučenina, tak jsou známy podobné sloučeniny; například bis(trifluormethyl)acetolakton ((CF3)2C2O2), který je elektronově stabilizován dvojicí trifluromethylových skupin, se při 25 °C rozkládá s poločasem 8 hodin. Připravuje se fotolýzou bis(trifluormethyl)malonylperoxidu.